# Ciobănesc german
Ciobănescul german sau câinele lup este o rasă de câine care se presupune că a apărut prin domesticirea lupului. Considerația are în vedere asemănările aspectului general. Literatura de specialitate menționează folosirea acestui câine din vremuri străvechi de către ciobanii germani, rasa prezentând variabilitate mare sub raportul însușirilor morfologice de la o regiune la alta, adaptându-se condițiilor de climă și climaterice fie modificându-și talia, viteza de mișcare pentru zonele de câmpie, fie având o talie mai mare pentru cei cu origine montană. S-a constatat că au existat împerecheri numeroase între câinii ciobănești și lup, descendenții fiind domesticiți și utilizați pentru pază. În anii 1880 nemții au modificat această rasă pentru a-i servi drept câine militar.
Spre sfârșitul secolului al XVIII-lea se constată aceeași neuniformitate a materialului biologic până la expoziția din anul 1899 de la Karlsruhe, unde s-a constituit „Asociația câinilor Ciobănesc german”. Inițiatorii și promotorii acestei asociații au fost A. Meyer, căpitan de cavalerie, și Max von Stephanitz, care a fost ales și primul președinte al forului nou constituit.

## Generalități
Ciobănescul german este răspândit la ora actuală aproape în întreaga lume fiind preponderent utilizat pentru pază și protecție, dar și pentru alte activități, având în vedere calitățile pe care le are. Constituția sa este robustă, cu oase puternice, personalitate fizică și psihică bine conturată. Capul este mare, dar proporționat, cu formă ușor alungită spre trufă, fără a fi ascuțit. Fruntea este lată, ușor convexă, cu stopul lin, botul puternic, cu buzele ce se închid corect. Maxilarele puternice, cu dinți masivi, ce se închid în „foarfecă”. Ochii migdalați, au dimensiuni medii, formă ușor oblică, privire vioaie și inteligentă. Urechile sunt potrivit dezvoltate, purtate vertical, cu vârfurile relativ ascuțite și foarte mobile. Trunchiul este lung cu greabănul ușor evidențiat, cu spatele și șalele relativ drepte, dar oblice antero-posterior, coastele bine arcuite, lungi și oblice, flancurile scurte. Crupa este lungă, ușor oblică, bine îmbrăcată în musculatură. Membrele sunt drepte, paralele, cu osatura puternică, proporționale cu dezvoltarea corpului. Spatele este puternic, lăsat în jos la rasa pură și drept la metiș. Chișița trebuie să fie de lungime medie, puternică și mobilă. Mobilitea chișiței este extrem de importantă la acestă rasă, deoarece contribuie la elasticitate și rezistență în alergare. Labele membrelor sunt mici, de formă rotundă și bine închise,cu falange bine arcuite, unghii scurte și puternice. Coada este stufoasă și lungă, purtată arcuit și în jos, cu ultima vertebră ajungând la încheietura jaretului sau chiar mai jos. Părul la această rasă poate fi lung, scurt, sau mijlociu și aspru. Culoarea este extrem de variată, fiind acceptată o gamă largă de nuanțe și culori, dintre ele: culoarea neagră sau neagră cu desen caracteristic, nuanțe maronii, roșcate, galben, gri-fier, cenușiu, lupie sau chiar albă.
Caracterul: câinele este docil, atașat până la moarte de stăpân. Este ușor de educat pentru că marea lui plăcere este să facă pe placul stăpânului. Este liniștit și ușor de abordat, înțelegător și încrezător în stăpân. Este un cavaler care vă va însoți pretutindeni cu eleganță, echilibrat afectiv, foarte ager, iute și cu reacții tipice câinilor de pază și protecție. Se adaptează rapid situațiilor neprevăzute. Educarea lui necesită fermitate din partea stăpânului, dar nu suportă tratamentele dure sau brutale. (2)

## Temperament

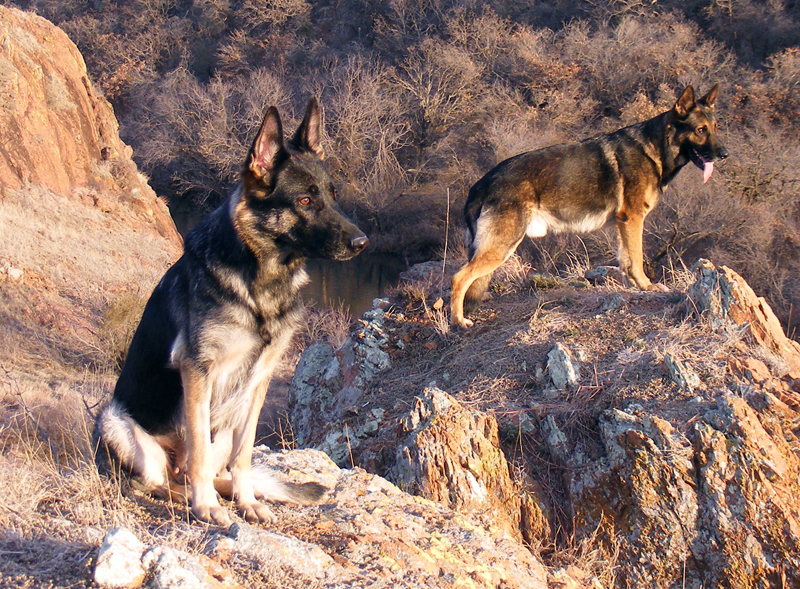
Ciobănești germani, femelă (stânga) și mascul (dreapta)

Câinele ciobanesc german este un câine inteligent, echilibrat și deosebit de devotat, cu un temperament puternic, dar ușor adaptabil oricăror condiții. Perseverent, agil, îndrăzneț și muncitor, câinele își duce mereu la bun sfârșit sarcina. Folosit în diverse activități, câinele își arată capacitatea de a învăța repede și de a ajuta. Chiar dacă prezintă un aer dominant, dresat într-un mediu iubitor, ciobănescul german devine un bun câine de companie și pentru copii. Vioi și plin de energie poate fi un bun tovarăș de joacă. Câinele se atașează foarte ușor de stăpâni și are nevoie de prezența lor, de aceea izolarea lui pentru un timp îndelungat nu este recomandată. Loial și protectiv cu stăpânii săi, poate fi agresiv față de alte persoane dacă nu este socializat de mic și cu alte persoane. Crescut în preajma altor animale, se poate împrieteni ușor cu celelalte animale de companie din casă. Extrem de curajos, vigilent și incoruptibil, ciobănescul german este un bun câine de pază sau de acțiune, fiind mereu gata de luptă. Prezența sa elegantă și caracterul său îl fac, în prezent, una dintre cele mai populare rase de câini din lume.

## Comportament și personalitate
Este indicat ca socializarea să înceapă din copilaria câinelui, iar agresivitatea și atacul asupra persoanelor poate fi rezultatul unei educații neadecvate a Ciobănescului german. Problemele apar atunci când i se permite câinelui să creadă că el este stăpânul oamenilor sau când nu beneficiază de exerciții și mișcare suficientă.
Un Ciobănesc german care are un stăpân pasiv poate deveni timid, sperios și poate fi predispus la frică și să dezvolte probleme de pază. Nu te va asculta dacă simte că are o minte mai puternică decât a ta și nici când dresajul este dur. Stăpânul trebuie să emane o autoritate naturală. Nu trata câinele Ciobănesc german ca pe un om. Învață despre instinctele câinelui și tratează-ți câinele în acord cu acestea.
Un Ciobănesc german are nevoie să-și canalizeze energia fizică și mentală către o direcție și nu e genul de rasă căreia să-i placă să stea întinsă în sufragerie cât e ziua de lungă.

## Alimentația
Hrana este specifică carnivorelor, rația va fi stabilită conform activității zilnice. În acest sens se impune menționarea că acestă specie nu valorifică resturile menajere sau alimente cu conținut ridicat în celuloză.
Alimentele utilizate sunt de origine
1. animală
2. vegetală

Dintre cele de origine animală: 
- carnea de vită
- găină
- gâscă
- curcan
- pui
- oaie
- miel(în cantități nu foarte mari)
- mai puțin carne de porc, (aceasta se recomandă, totuși, ca adaos la hrana câinilor cu munci grele, sau pază în medii cu temperaturi scăzute, în cantități reduse și sub control medical)

Subprodusele de abator 
- organele
- oasele sub formă de praf
- laptele și derivatele lui; ouăle
- grăsimile animale

sunt interzise, deoarece la nivelul ficatului pot produce alergii și, în cele din urmă, leziuni grave. 
Carnea de pește se poate administra dezosată. 
Carnea de vânat este acceptată în alimentația ciobănescului german. 
Alimente de origine vegetală: 
- orezul
- pâinea
- pastele făinoase
- făina de cereale
- grâul
- arpacașul
- morcovii
- cartofii
- zahărul
- salata
- spanacul
- fasolea verde
- țelina
- prazul
- uleiurile vegetale.

Se pot include pasta sau tocătura, conservele, mezelurile, deși nu sunt recomandate în mod special.
Nu se recomandă
- fasolea uscată
- varza
- conopida
- cartoful

Ocazional câinele poate consuma fructe:
- mere
- pere
- prune
- struguri
- caise

acesta se pot adăuga cu succes la fierberea mâncării, dar nu în cantitate mare. (3)

## Dresaj

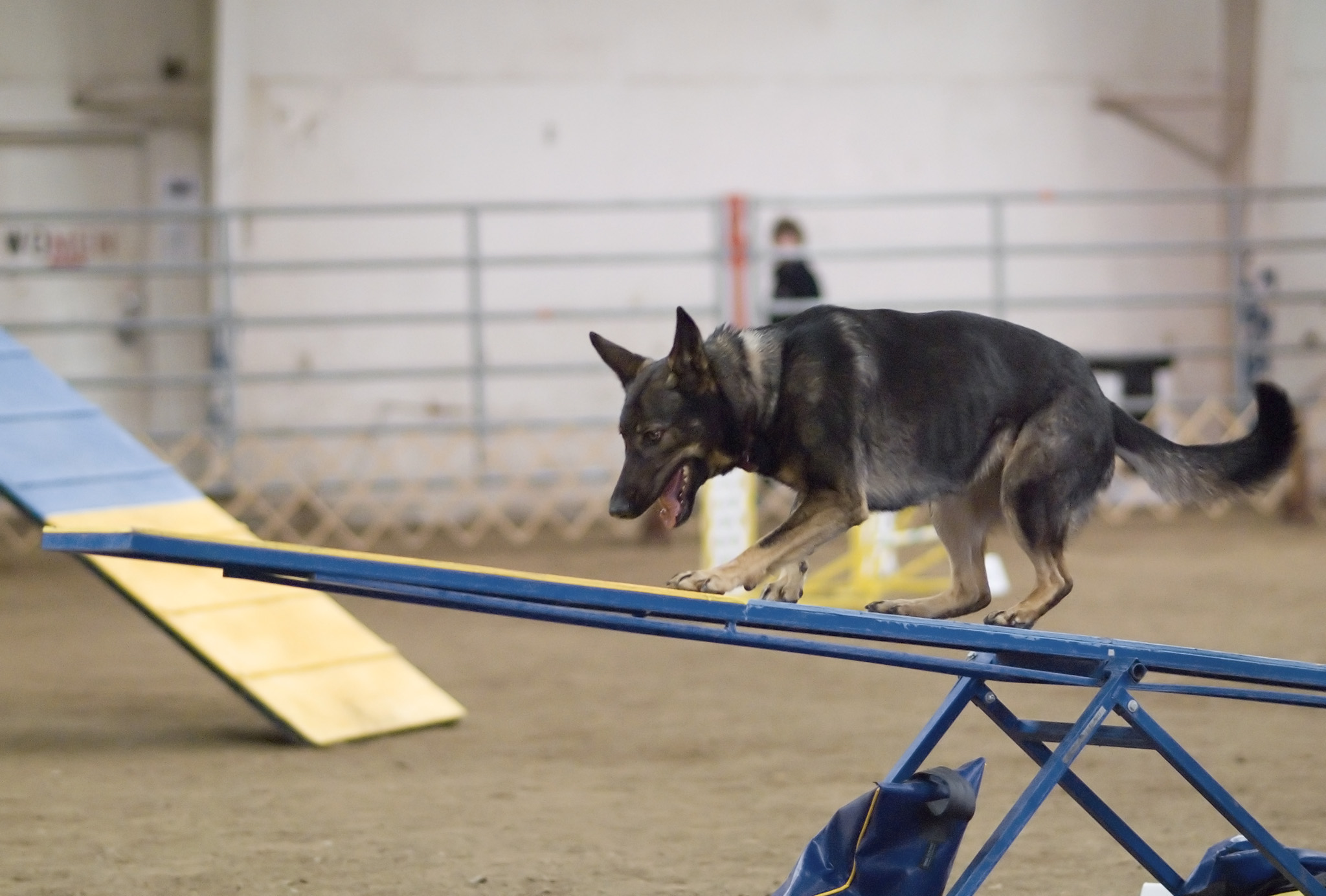
Ciobănesc german în timpul unei competiții de agilitate

Dresajul unui Ciobănesc german ar trebui să înceapă de la vârsta de 7-8 săptămâni deoarece creierul lui absoarbe repede informațiile, însă poate dura câteva luni până le va înțelege complet. E bine să ai în vedere că Ciobănescul german își folosește celulele cenușii atunci când este dresat. Cea mai importantă parte a dresajului o constituie exercițiile pentru că îl stimulează mental și fizic. Folosirea comenzilor monosilabice este cel mai bun mod de a-ți învăța câinele. Cîinele ciobănesc german standard de rasă curată se permite de dat la școala de dresaj începând cu vârsta de 6 luni, iar cei metiși cu spatele drept sau urechile alături se dau de la 1 an.

## Boli întâlnite
Deși Ciobănescul german este o rasă robustă, el este predispus unei varietăți de afecțiuni.
- Torsiunea (dilatația) gastrică este o afecțiune bruscă ce pune în pericol viața câinelui asociată umplerii stomacului cu aer și torsionării acestuia.
- Displazia de șold este o malformație a articulației coxofemurale a câinelui ce are ca rezultat durerea, șchiopătura și artrita consecutivă.
- Epilepsia este o afecțiune a sistemului nervos care se dezvoltă între vârsta de 2-5 ani.
- Panosteita este o inflamație a oaselor lungi manifestată în timpul creșterii. Aceasta determină durere și șchiopătare până la maturitatea corporală a câinelui.
- Piodermita se referă la infecțiile severe ale pielii. Punctele fierbinți sunt zone de eczemă umedă.
- Pannus-ul este o afecțiune a ochiului care are ca rezultat apariția inflamației acestuia.
- Mielopatia degenerativă este o boală degenerativă, progresivă a măduvei spinării care, încetul cu încetul, determină slăbiciune și, în cele din urmă, imposibilitatea utilizării membrelor posterioare ale câinelui(paralizie).
- Diabetul este o boală a pancreasului asociată unei producții insuficiente de insulină.
- Insuficiența pancreatică este o altă afecțiune pancreatică care determină imposibilitatea digerării adecvate a alimentelor.

În plus, Ciobăneștii germani prezintă o incidență crescută a alergiilor, infecțiilor auriculare (ale urechilor) și a cancerului malign, cum ar fi hemangiosarcomul. Durata medie de viață a Ciobănescului German este de 10-13 ani.